# جون هينشو
جون هينشو (بالإنجليزية: John Henshaw)‏ هو ممثل بريطاني، ولد في 1951 في المملكة المتحدة. معروف بشكل رئيسي بأدواره في المسلسلات التلفزيونية، مثل دور "كين ديكسون" مالك الحانة في "Early Doors"، و"ويلف برادشو" في "Born and Bred"، و"بي سي روي برامويل" في "The Cops". غالبًا ما يرتبط بأداء شخصيات تُعرف بأنها "رجال أقوياء"، وقد لعب دور "جون بريسكوت" في دراما "Confessions of a Diary Secretary" التي عرضت على قناة ITV عام 2007.

## الحياة المبكرة
وُلد جون جوزيف هينشو في المملكة المتحدة وله 11 شقيقًا، ونشأ في منطقة "أنكوتس"، التي تُعرف بأنها "إيطاليا الصغيرة" في مانشستر. عمل كجامع قمامة لمدة عشر سنوات قبل أن يقرر، في سن الأربعين، أن يصبح ممثلًا.

## مسيرة التمثيل
كانت أولى فرصه الكبيرة في التمثيل عندما أدى دور الحارس لشخصية "مايكل موراي" التي لعبها روبرت ليندسي في المسلسل الشهير G.B.H. الذي عرض على قناة Channel 4. كما شارك في فيلم The Parole Officer من بطولة ستيف كوجان، وفي المسلسل الكوميدي *Th Visit الذي عرض على BBC Three في يوليو 2007. في عام 2002، ظهر في الدراما الاسكتلندية الغيلية Anna Bheag، رغم أنه لم يلعب دور شخصية تتحدث الغيلية.
تتضمن أرصدة أعماله الأخرى Nice Guy Eddie ،When Saturday Comes، بالإضافة إلى ظهوراته فيThe Royle Family Last of the Summer Wine ، Life on Mars، ومسلسل الكوميديا Early Doors. في سبتمبر 2007، شارك في العرض الأول عالميًا لمسرحية King Cotton التي عُرضت في Lowry في سالفورد.
من 2007 إلى 2008، لعب دور "كين"، نائب المدير في إعلانات Post Office. في مارس 2008، عاد هينشو إلى منطقة مانشستر ليلعب الدور الرئيسي في مسرحية Road للكاتب جيم كارترايت في مسرح Octagon Theatre في بولتون. في صيف 2009، لعب دور "ميتبولز" في فيلم Looking for Eric الذي أخرجه كين لواتش، وشارك فيه إريك كانتونا. كان "ميتبولز" زميلًا وصديقًا للبطل إريك بيشوب الذي لعبه ستيف إيفيتس. في 2008، لعب دور "ألبيرت روس" في حلقة The Heart Of A Man من مسلسل Heartbeat.
في 2010، لعب دور "السيد بوني" في مسلسل Going Postal المقتبس عن رواية تيري براتشيت، وفي 2011 جسد شخصية "جون هولتي"، أحد المؤسسين الأوائل لحركة التعاون، في فيلم The Rochdale Pioneers. في 2013، ظهر في مسلسل Midsomer Murders في الحلقة 5 من الموسم 15 بعنوان "The Sicilian Defence". كما لعب دور "هاري"، المرشد والصديق للشخصية الرئيسية في فيلم كين لواتش الكوميدي-الدرامي The Angels' Share من عام 2012، ودور "داني" في فيلم The Ringer الذي أخرجه كريس شيبرد في 2013.
في 2013، لعب دور "ستان بوند" في مسلسل By Any Means، وفي 2014، لعب دور القاضي في فيلم Closer to the Moon. في 2015، لعب دور "مورفي" في حلقة Charlie's Plan التي أخرجها جون مكورماك.
في 2017، ظهر في مسلسل Father Brown على BBC في حلقة 5.12 بعنوان "The Theatre of the Invisible" في دور "بارني باترفيلد"، وعاد أيضًا للعب دور "كين" مالك الحانة في العرض المسرحي الحي Early Doors.
في 2018، ظهر في فيلم Stan and Ollie في دور "نوبي كوك"، وهو كوميدي بريطاني يقف مؤقتًا مكان أوليفر هاردي عندما يمرض الأخير. كما ظهر في نفس العام في الحلقة رقم 10,000 من مسلسل Coronation Street في دور "ديسكو ديس".

## الحياة الشخصية
كان هينشو مديرًا لمهرجان 24:7 Theatre Festival، وهو مهرجان سنوي مخصص للأعمال المسرحية الجديدة، ويُعقد في مانشستر منذ عام 2004.
كما أن هينشو يُعتبر أحد رعاة Ancoats Dispensary Trust، وهي حملة تهدف إلى إنقاذ وتجديد Ancoats Dispensary، وهو مبنى مدرج ضمن القائمة الثانية للتراث، بالقرب من مكان ولادته، لاستخدامه من قبل المجتمع المحلي.

## وصلات خارجية
- جون هينشو على موقع IMDb (الإنجليزية)
- جون هينشو على موقع قاعدة بيانات الأفلام العربية
- جون هينشو على موقع ألو سيني (الفرنسية)
- جون هينشو على موقع أول موفي (الإنجليزية)
- جون هينشو على موقع قاعدة بيانات الأفلام السويدية (السويدية)
- جون هينشو على موقع قاعدة بيانات الفيلم (الإنجليزية)
- جون هينشو على موقع كينوبويسك (الروسية)